# Uleila del Campo
Uleila del Campo é um município da Espanha, na província de Almería, comunidade autónoma da Andaluzia. Tem 39 km² de área e em 2021 tinha 816 habitantes (densidade: 20,9 hab./km²). Pertence à comarca de Filabres-Tabernas, e limita com os municípios de Benizalón, Sorbas, Tahal e Lucainena de las Torres.